# Itakura
Itakura (板倉町 Itakura-machi?) es un pueblo en la prefectura de Gunma, Japón, localizado en la parte central de la isla de Honshū, en la región de Kantō. El 1 de marzo de 2021 tenía una población estimada de 14 039 habitantes y una densidad de población de 335 personas por km².

## Geografía
Itakura se encuentra en el extremo sur de la prefectura de Gunma, en el norte de la llanura de Kantō. El río Tone fluye a través del pueblo, y el río Watarase forma su frontera norte. Limita con la ciudad de Tatebayashi y el pueblo de Meiwa, así como con Hanyū y Kazo en la prefectura de Saitama, Sano y Tochigi en Tochigi y solo está separado por unos metros de Koga en Ibaraki.

## Economía
Alrededor del 55% del área de la ciudad son tierras de cultivo, y los principales productos agrícolas de Itakura incluyen arroz y pepinos, aunque muchos otros cultivos se cultivan localmente.

## Demografía
Según los datos del censo japonés, la población de Itakura se ha mantenido relativamente estable en los últimos 40 años.
| Gráfica de evolución demográfica de Itakura entre 1940 y 2015 |
|                                                               |
| Oficina de Estadística de Japón                               |